# Majoor Van Lierdebrug
De Majoor Van Lierdebrug is een liggerbrug over de Dender in Overboelare, een deelgemeente van Geraardsbergen. De brug bestaat uit twee betonnen landhoofden en één excentrisch in de Dender geplaatste betonnen pijler, waarop de stalen liggers rusten. In de landhoofden zijn tunnels gemaakt ten behoeve van de fietsers en wandelaars op het jaagpad. De doorvaarthoogte onder de brug bedraagt 4,3 m. De vaargeulbreedte onder de brug bedraagt 11 meter.

## Naamgeving
De brug is genoemd naar majoor Remy Van Lierde (1915 - 1990), een oorlogsheld uit de Tweede Wereldoorlog, die afkomstig was van Overboelare. Hij begon zijn carrière als gevechtspiloot bij de Belgische luchtmacht, maar stapte na de nederlaag van 1940 over naar de Royal Air Force, waar hij meer dan 400 missies vloog. Hij doorbrak als eerste Belgische piloot de geluidsmuur en hij werd beroemd door het aantal V1-bommen dat hij uit de lucht schoot.